# Sekretna haubica Szuwałowa
Haubica wz. 1753, zwana sekretną haubicą Szuwałowa – rosyjskie działo z XVIII wieku konstrukcji rosyjskiego generała artylerii Piotra Szuwałowa, wprowadzone na uzbrojenie armii rosyjskiej w 1753 roku.
Działa te otoczone były wielką tajemnicą, stąd nieoficjalna nazwa. Z racji cylindrycznej komory prochowej klasyfikowano je początkowo jako haubice. Od 1758 miały one komory stożkowe, jak wprowadzone wówczas jednorogi. Łącznie wykonano ich ok. 70 sztuk.
Cechą charakterystyczną działa Szuwałowa było zastosowanie elipsoidalnego kształtu wylotu lufy, co miało zapewnić jak najszerszy rozrzut, a co za tym idzie, pole rażenia w przypadku strzelania kartaczami. W praktyce rozrzut był podobny do innych dział tego okresu, a niemożliwe było wykorzystanie innych, standardowych pocisków. Wykonywano do nich specjalne spłaszczone granaty, ale okazały się niepraktyczne. Z tego względu wycofano je zaraz po śmierci pomysłodawcy, w 1762 roku. 
Spłaszczony granat systemu Szuwałowa (tzw. "wołowy pysk") znajduje się w zbiorach Muzeum Oręża Polskiego w Kołobrzegu.
Największa kolekcja granatów systemu Szuwałowa znajduje się w kołobrzeskim ratuszu miejskim, którego podziemia mieszczą Muzeum Kołobrzeskie "Patria Colbergiensis".